# Captain Beyond (musikalbum)
Captain Beyond är rockgruppen Captain Beyonds självbetitlade debutalbum, släppt 1972 på Capricorn Records. Albumet har en ganska unik och märklig ljudbild. Musiken är till stilen hårdrock med många inslag från progressiv rock och space rock. Texterna är också djupare än vanligt inom hårdrock och behandlar ämnen som existens, för att sedan föra en vidare i tankarna till solar, planeter och månar. Även om skivan listar tretton spår så kan man egentligen säga att den innehåller fem långa kompositioner, då flera kortare sektioner inte har någon tystnad mellan varandra.
Ursprungligen utgavs de amerikanska skivornas omslag med ett litet lentikulärt tryck på framsidan vilket gav en 3D-effekt. Senare utgåvor av albumet har istället denna ursprungligen lilla bild förstorad över hela omslaget och utan 3D-effekten. På omslagen kunde man även läsa att skivan dedicerades till Duane Allman, som var på samma skivbolag och omkommit i en olycka 1971.

## Låtar på albumet
(Alla låtar skrivna av Caldwell/Evans)
1. "Dancing Madly Backwards (On a Sea of Air)" - 4:01
2. "Armworth" - 1:48
3. "Myopic Void" - 3:30
4. "Mesmerization Eclipse" - 3:48
5. "Raging River of Fear" - 3:47
6. "Thousand Days of Yesterdays (Intro)" - 1:19
7. "Frozen Over" - 3:46
8. "Thousand Days of Yesterdays (Time Since Come and Gone)" - 3:56
9. "I Can't Feel Nothin', Pt. 1" - 3:06
10. "As the Moon Speaks (To the Waves of the Sea)" - 2:25
11. "Astral Lady" - 0:15
12. "As the Moon Speaks (Return)" - 2:13
13. "I Can't Feel Nothin', Pt. 2" - 1:13

## Listplaceringar
- Billboard 200, USA: #134[1]